# Apocryptus buddha
Apocryptus buddha är en stekelart som beskrevs av Gupta 1983. Apocryptus buddha ingår i släktet Apocryptus och familjen brokparasitsteklar. Inga underarter finns listade i Catalogue of Life.